# Navarino
Navarino je ostrov na jihu Chile patřící do souostroví Ohňové země. Nachází se jižně od hlavního ostrova Ohňové země, od kterého je oddělen průlivem Beagle. Administrativně spadá pod chilský region Magallanes y la Antártica Chilena, provincii Antártica Chilena a komunu Cabo de Hornos.
Rozloha ostrova je 2473 km², v severo-jižním směru měří přibližně 35 km, od západu k východu pak 70 km. Na ostrově žije přibližně 3000 obyvatel, z toho okolo 2200 v obci Puerto Williams. Tento sídelní celek bývá chilskými médii označován za nejjižnější město na světě. Mezi další lidská osídlení ostrova patří např. Puerto Torro, Puerto Navarino či Caleta Eugenia.

## Galerie

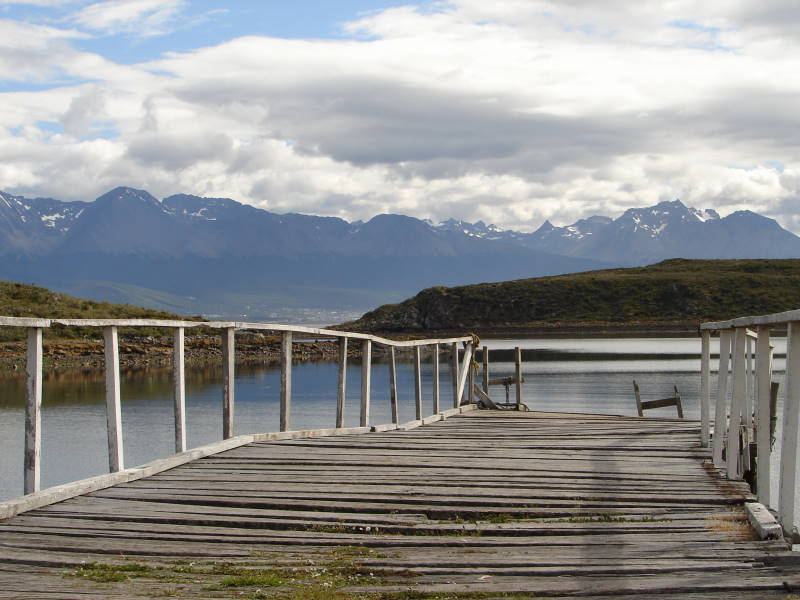
Puerto Navarino
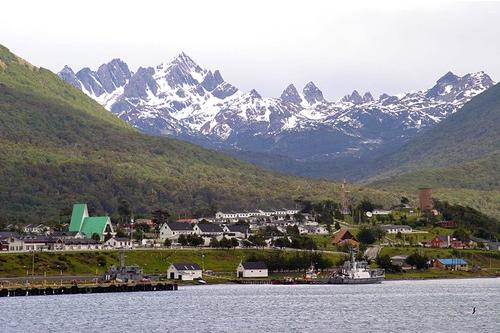
Puerto Williams
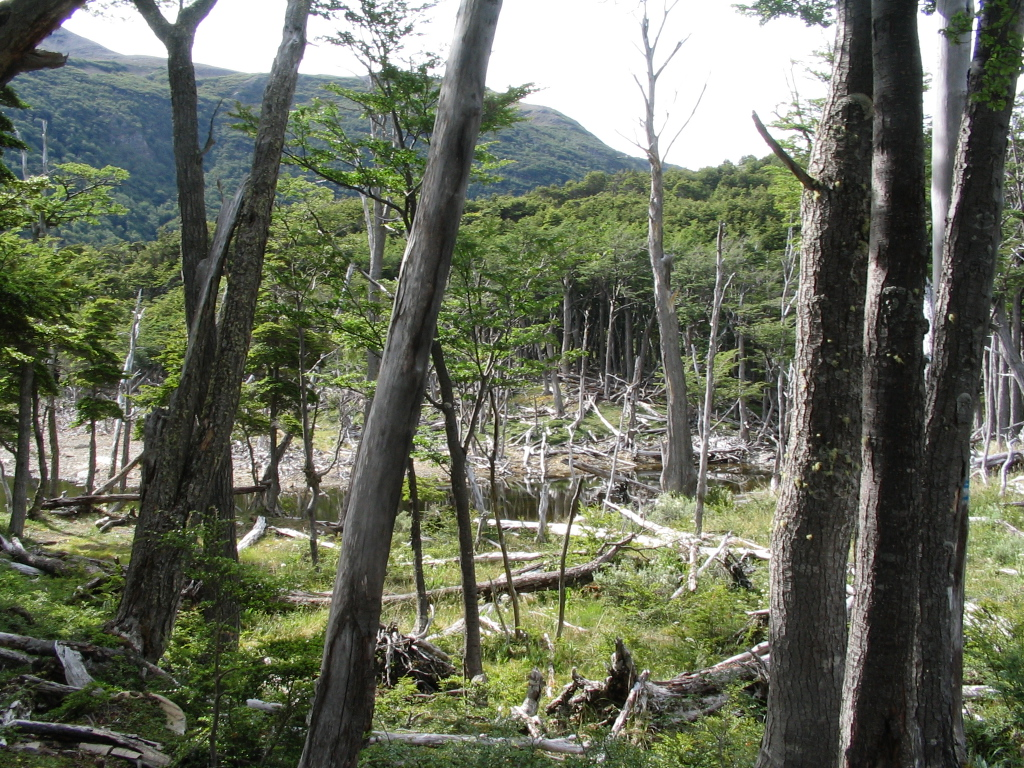
Les u jezera Róbalo
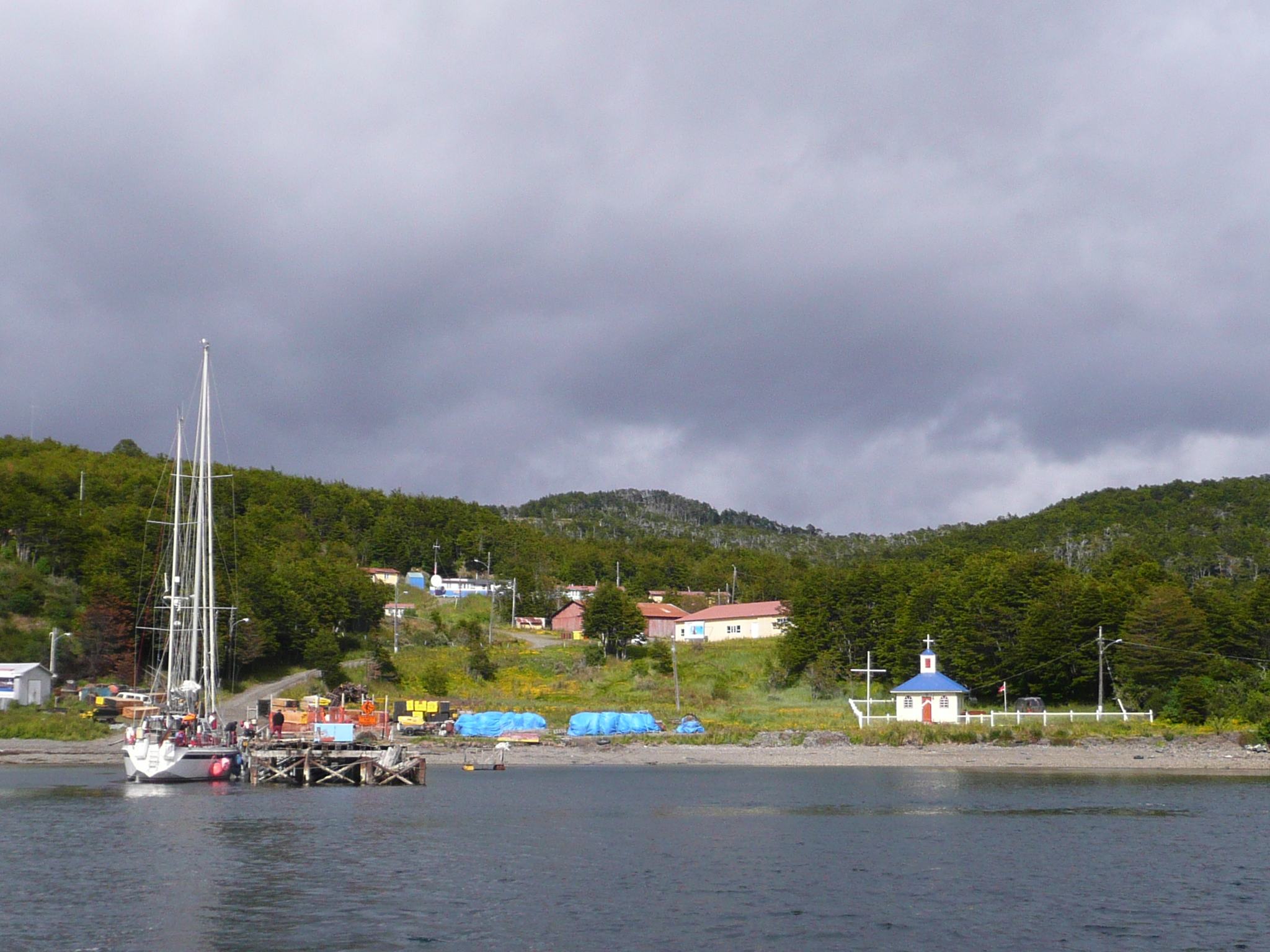
Puerto Toro